# The Batman (Film)
The Batman ist eine US-amerikanische Comicverfilmung aus dem Jahr 2022 über die Figur Batman, die zugleich den Beginn eines neuen Batman-Universums darstellt. Der Film erschien am 4. März 2022 in den Kinos in den Vereinigten Staaten, in Deutschland bereits einen Tag früher. Regie führte Matt Reeves, die Titelrolle verkörperte Robert Pattinson.

## Handlung
An Halloween wird der Bürgermeister von Gotham City, Don Mitchell Jr., vom Serienkiller Riddler in seiner Wohnung umgebracht. Als die Polizei den Tatort untersucht, zieht Lieutenant James Gordon zusätzlich Batman hinzu. Dieser ist seit zwei Jahren als privater Verbrechensbekämpfer in Gotham City bekannt; hinter der Maske steckt der vermögende Bruce Wayne, was die Öffentlichkeit aber nicht weiß. Der Riddler legt für Batman mehrere Rätsel aus, tötet jedoch im Verlauf weitere Personen der Obrigkeit, so unter anderem den Commissioner. Während Batman und Gordon die Rätsel entschlüsseln, macht der Riddler öffentlich darauf aufmerksam, dass alle seine Opfer in Korruption verwickelt seien.
Batman und Gordon finden derweil Bilder von Mitchell und einer unbekannten Frau beim Verlassen der Iceberg Lounge; diese wird vom Pinguin betrieben, der rechten Hand von Carmine Falcone. Ein Gespräch mit dem Pinguin bringt keine Ergebnisse, aber Batman entdeckt die bei ihm kellnernde Selina Kyle, die eine Verbindung zum Opfer hatte. Anschließend folgt er ihr nach Hause und sieht dort die Frau, die sich als Kyles Freundin Annika herausstellt. Als er diese befragen will, ist jene bereits verschwunden. Später erfährt Batman, dass sowohl der verstorbene Commissioner als auch der noch lebende Bezirksstaatsanwalt Gil Colson von Falcone gekauft sind.
Der Riddler entführt Colson jedoch und lässt ihn mit einer Zeitbombe ins Rathausfoyer rasen, in dem eine Trauerfeier für den ermordeten Bürgermeister stattfindet. Dort verlangt der Riddler via Telefon die Beantwortung dreier Rätsel, doch da Colson sich weigert, die dritte Frage zu beantworten, tötet ihn Ersterer. Weil Colson einen Informanten schützen wollte, glaubt Batman, dass es sich um den Pinguin handeln muss. Im weiteren Verlauf findet er die Leiche Annikas, muss jedoch feststellen, dass der Pinguin nicht der Informant war.
Des Weiteren ergeben sich Verflechtungen zu den Waynes, als der Riddler behauptet, Thomas Wayne habe sich eines Mordes schuldig gemacht. Als Batman seinen Butler Alfred Pennyworth zur Rede stellen möchte, liegt dieser aufgrund einer explodierten Paketbombe, die ursprünglich an Bruce Wayne adressiert war, im Krankenhaus. Alfred erzählt ihm daraufhin, dass Wayne Falcone beauftragt hatte, einen Journalisten einzuschüchtern, jedoch den Auftrag an Falcone der Polizei berichten wollte, als er erfuhr, dass der Journalist ermordet wurde. Alfred vermutet, dass Falcone daraufhin Bruce Waynes Eltern hat töten lassen.
Selina Kyle erzählt Batman im Anschluss, dass Falcone ihr Vater sei, sie jedoch nicht als seine Tochter anerkennt. Dabei wird auch bekannt, dass Falcone Annika erwürgt hatte, um zu vertuschen, dass er der Informant war. Als Kyle ihn töten will, können Batman sowie Gordon im letzten Moment einschreiten. Dennoch kommt Falcone ums Leben, als der Riddler ihn von einem Fenster aus erschießt.
Dieser kann festgenommen werden, wobei sich nun seine wahre Identität herausstellt: Bei ihm handelt es sich um den Wirtschaftsforensiker Edward Nashton, der Batman als Gleichgesinnten für das Erreichen von Gerechtigkeit erachtet. Obwohl Batman Nashton widerspricht, lässt dieser Bomben zünden und weitere Personen der Obrigkeit ins Visier nehmen, doch ihm und Gordon gelingt es, die Personen zu retten. Allerdings werden dabei weite Teile der Stadt überschwemmt und daher der Katastrophenfall ausgerufen.
Während Kyle die Stadt verlässt, schwört sich Batman, bessere Wege einzuschlagen, um Hoffnung in Gotham zu verbreiten. Derweil freundet sich Nashton im Arkham Asylum mit seinem Zellennachbarn an, der durch ein merkwürdiges Lachen auffällt.

## Produktion

### Hintergrund

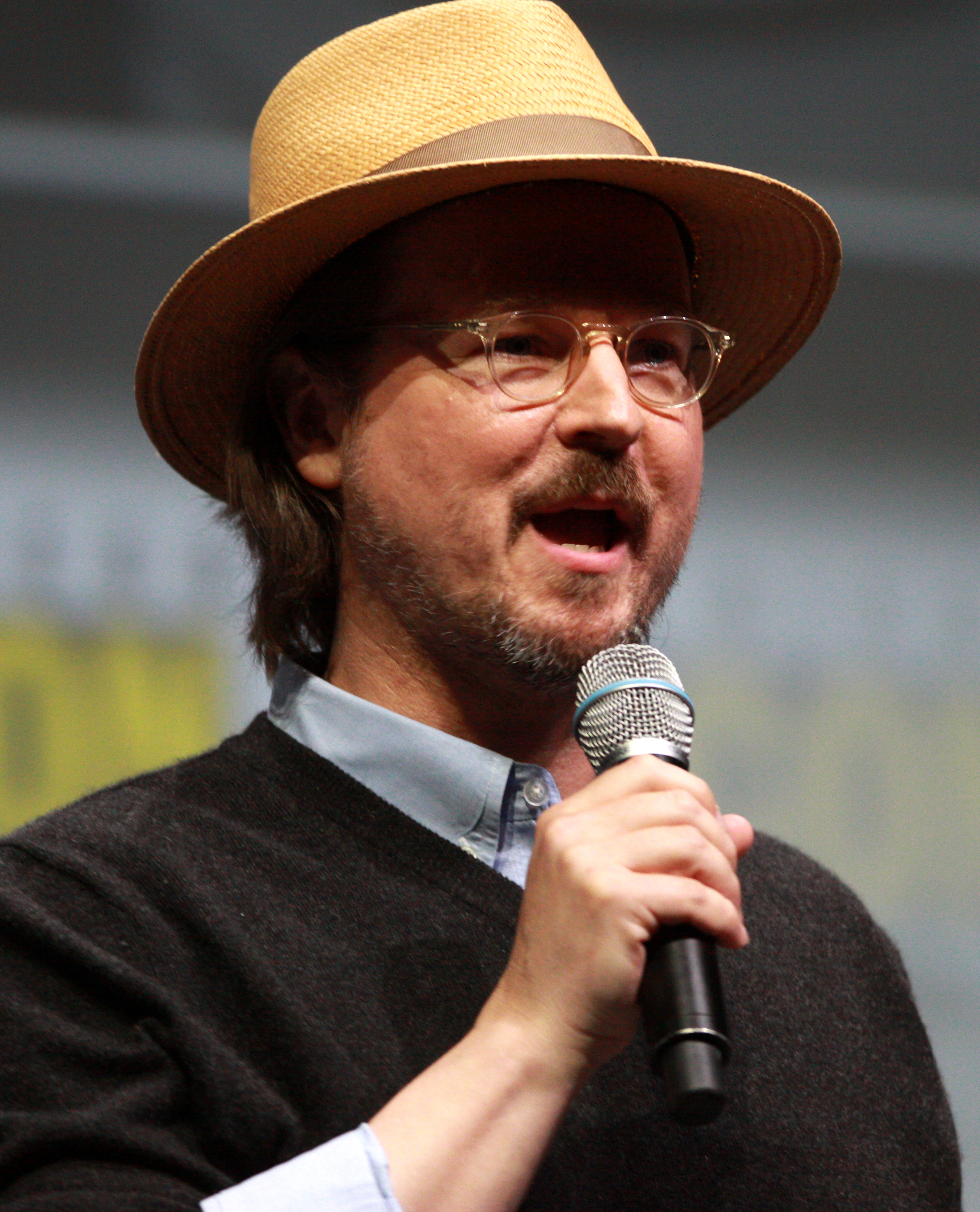
Regisseur Matt Reeves (2013)

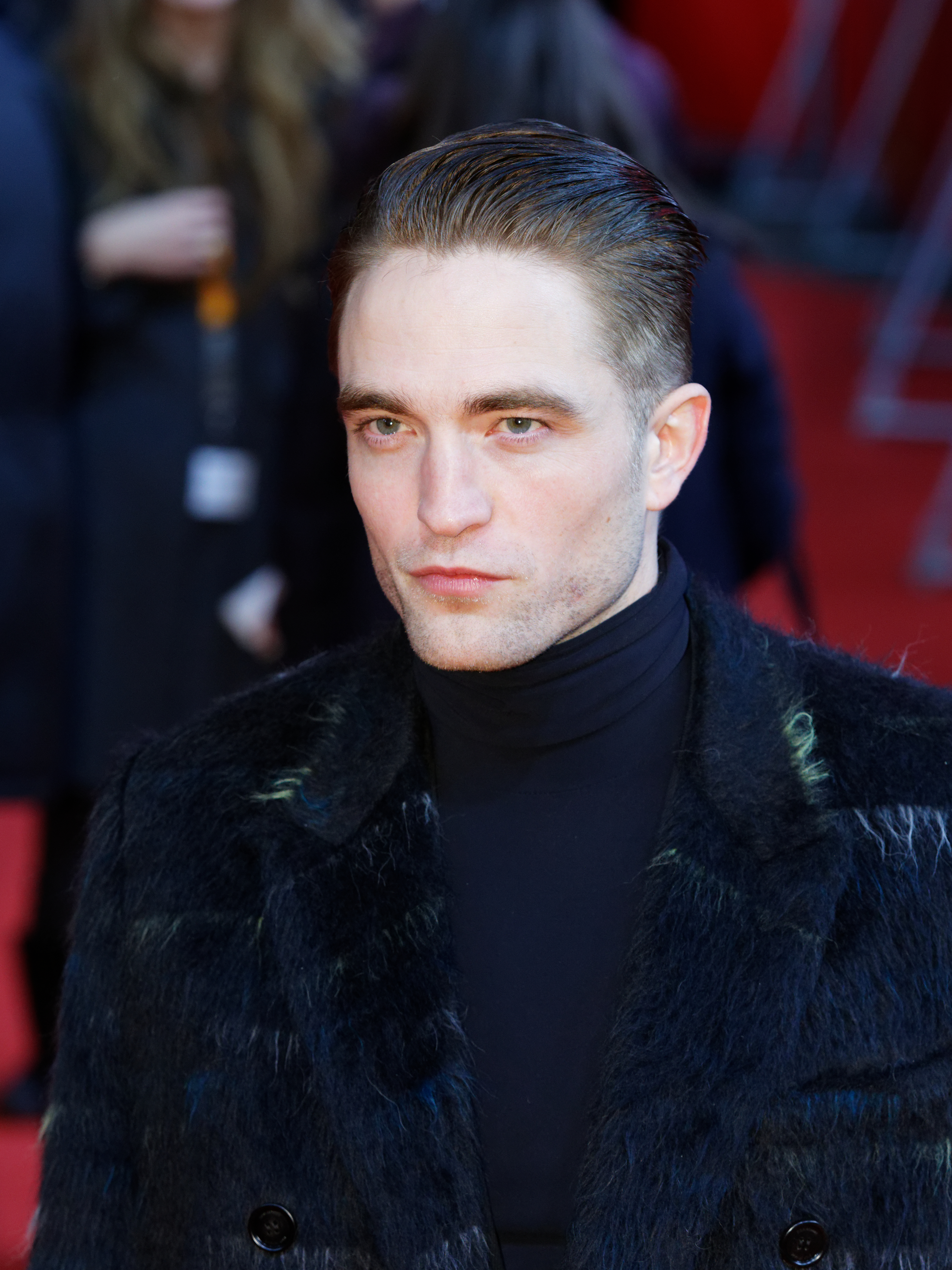
Hauptdarsteller Robert Pattinson (2017)

Im Juli 2015 wurde ein Solofilm über die Figur Batman angekündigt, der an die Ereignisse der Filme Batman v Superman: Dawn of Justice und Justice League anknüpfen sollte. Als Regisseur und Hauptdarsteller sollte Ben Affleck fungieren, der gemeinsam mit Geoff Johns auch für das Drehbuch vorgesehen war. Es war angedacht, dass die Produktionsarbeiten im Anschluss an Afflecks Produktion Live by Night beginnen sollten. Im März 2016 wurde ferner bekannt gegeben, dass das Skript bereits verfasst worden sei. Affleck habe sich für The Batman von den Comics inspirieren lassen, die Handlung sei jedoch eine völlig neue Geschichte.
Entgegen den ursprünglichen Planungen wurde am 30. Januar 2017 bekannt gegeben, dass Affleck nicht weiter als Regisseur von The Batman zuständig sei. Bis Januar 2017 sollen Affleck und das Studio jedoch die Entscheidung getroffen haben, dass jemand anderes das Projekt leiten solle. Begründet wurde sein Rückzug damit, dass er sich auf seine Funktion als Darsteller konzentrieren wolle. Stattdessen gab es Bestrebungen, dass bevorzugt Matt Reeves oder alternativ Matt Ross Affleck als Regisseur ersetzen sollten. Das ursprüngliche Originaldrehbuch wurde von Chris Terrio umgeschrieben. Schließlich wurde am 23. Februar 2017 bestätigt, dass Reeves einen Vertrag als Regisseur und als Co-Produzent für The Batman unterzeichnet hatte. Allerdings verschob sich die Produktion, da Reeves noch die Produktion des Films Planet der Affen: Survival bis Juni 2017 vollenden musste. Reeves ließ verlauten, dass er in The Batman den Fokus auf Batman als Detektiv legen wolle. Um die Vision von seinem Film realisieren zu können, schrieb Reeves das Drehbuch erneut um, wie im Juli 2017 bekannt gegeben wurde.

### Besetzung
Im selben Monat wurde auch bekannt gegeben, dass unklar sei, ob Affleck weiterhin die Titelrolle verkörpern werde. Im Januar 2019 bestätigte Affleck schließlich, dass er nicht in The Batman zu sehen sein würde. Er wurde im Mai 2019 durch Robert Pattinson ersetzt, wodurch der Film fortan nicht mehr zum DC Extended Universe gezählt wurde. Neben Pattinson waren auch Nicholas Hoult, Armie Hammer und Aaron Taylor-Johnson für die Rolle im Gespräch. Im Oktober 2019 wurde bestätigt, dass die Schauspielerin Zoë Kravitz die Rolle der Catwoman und Paul Dano die des Riddlers übernehmen würden. Wenig später wurde Jeffrey Wright als Commissioner Gordon verpflichtet. Andy Serkis wurde von Matt Reeves als Alfred Pennyworth bestätigt. John Turturro solle hingegen den Gangsterboss Carmine Falcone verkörpern. Außerdem wurde berichtet, dass sich Colin Farrell in Verhandlungen für die Rolle des Pinguin befinde.
Die Filmmusik komponierte Oscar-Preisträger Michael Giacchino.

### Dreharbeiten
Die Dreharbeiten begannen am 27. Januar 2020 in London, wurden aufgrund der COVID-19-Pandemie allerdings Mitte März 2020 unterbrochen. Die erst zu einem Viertel erfolgten Filmaufnahmen wurden Anfang September 2020 in den Warner Bros. Studios Leavesden nahe London fortgesetzt, anstatt den Drehort wie ursprünglich geplant zu wechseln. Nach nur drei Tagen mussten die Filmaufnahmen aufgrund der COVID-19-Infektion von Hauptdarsteller Robert Pattinson erneut für zwei Wochen unterbrochen werden. Mitte Oktober 2020 wurden die Dreharbeiten nach Liverpool verlagert; zuvor hatte man im Februar bereits in Glasgow gedreht. Für einzelne Szenen kam die von Industrial Light & Magic entwickelte StageCraft-Technik zum Einsatz, die erstmals bei The Mandalorian verwendet worden war und bei der zuvor aufgenommene Hintergrundaufnahmen zu einem virtuellen Raum zusammengefügt und im Anschluss über große LED-Videowände direkt am Filmset, der Kameraperspektive angepasst, abgespielt werden. Am 13. März 2021 wurden die Dreharbeiten offiziell abgeschlossen.

### Veröffentlichung
Der Film sollte ursprünglich am 24. Juni 2021 in die deutschen und am darauffolgenden Tag in die US-amerikanischen Kinos kommen. Im Zuge der COVID-19-Pandemie wurde der US-amerikanische Starttermin zunächst auf den 1. Oktober 2021 und später auf den 4. März 2022 verschoben. In Deutschland sollte der Film bereits am Tag zuvor in den Kinos anlaufen. Ein Kinostart in China erfolgte am 18. März 2022. Am 18. April 2022 sollte The Batman ins Programm von HBO Max aufgenommen werden.
The Batman wurde von der Motion Picture Association mit einer PG-13-Altersfreigabe versehen.
Mit einer Spieldauer von 177 Minuten ist es die bislang längste Batman-Verfilmung.

## Synchronisation
Die deutschsprachige Synchronisation entstand bei der Interopa Film nach dem Dialogbuch von Klaus Bickert sowie unter der Dialogregie von Stefan Fredrich.
| Rolle                      | Schauspieler       | Synchronsprecher     |
| -------------------------- | ------------------ | -------------------- |
| Bruce Wayne / Batman       | Robert Pattinson   | Johannes Raspe       |
| Selina Kyle / Catwoman     | Zoë Kravitz        | Alice Bauer          |
| Edward Nashton / Riddler   | Paul Dano          | Timmo Niesner        |
| Lieutenant James Gordon    | Jeffrey Wright     | Oliver Siebeck       |
| Carmine Falcone            | John Turturro      | Stefan Fredrich      |
| Gil Colson                 | Peter Sarsgaard    | Matthias Deutelmoser |
| Alfred Pennyworth          | Andy Serkis        | Frank Röth           |
| Oswald „Oz“ Cobb / Pinguin | Colin Farrell      | Florian Halm         |
| Bella Reál                 | Jayme Lawson       | Yvonne Greitzke      |
| Don Mitchell Jr.           | Rupert Penry-Jones | Frank Schaff         |
| Commissioner Pete Savage   | Alex Ferns         | Hans Hohlbein        |
| Chief Mackenzie Bock       | Con O’Neill        | Tim Moeseritz        |
| Joker                      | Barry Keoghan      | Konrad Bösherz       |
| William Kenzie             | Peter McDonald     | Uve Teschner         |
| Officer Martinez           | Gil Perez-Abraham  | David Brizzi         |
| Thomas Wayne               | Luke Roberts       | Armin Schlagwein     |
| Dory                       | Sandra Dickinson   | Karin David          |
| Zwilling #1                | Charlie Carver     | Björn Schalla        |
| Zwilling #2                | Max Carver         | Björn Schalla        |

## Rezeption

### Kritiken
Laut Rotten Tomatoes fielen die Kritiken gut bis sehr gut aus. Die mehr als 10.000 Nutzer auf diesem Portal bewerteten den Film im Durchschnitt auch sehr positiv. Im Filmdienst erhielt der Film 4 von 5 Sternen: „Eine von einem fast schon expressionistisch anmutendem Stilwillen beseelte Dystopie, die korrupte Gesellschaftsstrukturen ebenso anprangert wie das Konzept selbsternannter Heilsbringer. Dabei setzt der epische Antiheldenfilm weniger auf Action als auf eine intelligente Exegese des Batman-Mythos, negiert aber dennoch nicht die Stilmittel einer fesselnden Genregeschichte, in der selbst Fragmente eines Liebesfilms Platz haben.“ Andreas Platthaus lobt in der Frankfurter Allgemeinen Zeitung die schauspielerische Leistung und Bildgestaltung: „Reeves nimmt sich diese Zeit erfreulicherweise, um die Akteure brillieren zu lassen, und hat in den Szenen mit demjenigen, der das erst ganz am Ende darf, Paul Dano als Riddler, eine an David Lynch erinnernde Bildsprache entwickelt – ästhetische Avantgarde für einen moralischen Reaktionär.“ Laut der Genre-Publikation Neon Zombie erschuf Regisseur Matt Reeves „ein bildgewaltiges Epos, das zu den Ursprüngen des Charakters in einem hyperrealistischen, brutal-ehrlichen Setting zurückkehrt.“ The Batman sei ein „Film voller brodelnder Wut, aber auch Euphorie für die große Leinwand“. Die deutsche Filmplattform Filmstarts bewertete den Film mit 4,5 von 5 Sternen und hebt positiv hervor, dass es sich um keinen typischen Superheldenfilm handele.
Die Redaktion des deutschen Online-Portals Filmdienst wählte das Werk auf Platz zehn der besten Filme des Jahres 2022.
Der Film erhielt auch negative Kritiken. So wurde die Handlung als bedeutungslos verurteilt und die Laufzeit von fast drei Stunden bemängelt.

### Einspielergebnis
Am Startwochenende konnte The Batman mit einem Einspielergebnis von rund 134 Millionen US-Dollar auf dem ersten Platz in den US-Kinocharts einsteigen; auch in Deutschland belegte der Film mit rund 410.000 Zuschauern die Spitzenposition. Global verzeichnete The Batman mit einem Einspielergebnis von rund 255 Millionen US-Dollar den zweitbesten Kinostart seit Beginn der COVID-19-Pandemie. Bei einem Budget von rund 200 Millionen US-Dollar belaufen sich die weltweiten Einnahmen aus Kinovorführungen auf 770,8 Millionen US-Dollar, von denen der Film allein 369,3 Millionen im nordamerikanischen Raum einspielen konnte. In Deutschland belegte The Batman mit 1.745.377 Kinobesuchern und einem Einspielergebnis von 18,29 Millionen Euro zwischenzeitlich die Spitzenposition der erfolgreichsten Filme des Jahres 2022 in Deutschland, rutschte aber im weiteren Jahresverlauf bis auf den zehnten Platz zurück.
The Batman steht in der Liste der weltweit erfolgreichsten Filme derzeit auf Platz 119 (Stand: 31. Dezember 2024).

### Auszeichnungen
Bei den ACCEC Awards 2022 gewann der Film die Auszeichnungen als „Bester Film“ und für den „Besten Hauptdarsteller“. Bei den Golden Trailer Awards 2021 war The Batman nominiert für den besten Teaser, die beste Bewegung/Titelgrafik und für den besten Tonschnitt. Weiterhin wurde der Film in den Kategorien „Beste visuellen Effekte“, „Bestes Make-Up und Frisuren“ und „Bester Ton“ für die Oscars nominiert.

## Fortsetzungen
Gemäß einem Bericht der Filmwebsite Deadline.com soll The Batman der erste Film einer Trilogie über die Figur Batman sein. Ein zweiter Teil mit Regisseur Matt Reeves wurde offiziell im April 2022 angekündigt. Die Fortsetzung soll am 1. Oktober 2027 in die US-amerikanischen Kinos kommen.
HBO Max entwickelte zwei Spin-off-Serien zum Film: eine Serie über das Gotham City Police Department (GCPD) und die andere über den Pinguin. Die erste Serie sollte aus der Sicht eines korrupten GCPD-Polizisten erzählt werden und im ersten Jahr von Batman – sprich vor The Batman – spielen; das Projekt wurde allerdings im März 2022 gestoppt. Die Serie über den Pinguin soll die Mafia-Laufbahn der Figur zeigen.